# Emile Barron
Ewald Emile Barron (Paramaribo, Surinam; 10 de abril de 1937-Ámsterdam, Países Bajos; 13 de abril de 2015) fue un futbolista surinamés que jugó como portero en el S.V. Transvaal del Hoofdklasse de Surinam y para la selección nacional de Surinam.

## Trayectoria
Jugó toda su carrera en el S.V. Transvaal en el Hoofdklasse de Surinam, convirtiéndose en el primer portero en su primera temporada con el equipo en 1959.
Ganó un total de 9 campeonatos nacionales, en 1962, 1965 a 1970, 1973 y 1974. El premio al Portero del Año en Surinam se otorga al portero que concede la menor cantidad de goles, y lo ganó en 6 ocasiones, de 1964 a 1968 y en 1970.
En 1968, ayudó a Transvaal a llegar a la final de la Copa de Campeones de la Concacaf tras vencer al Aurora F.C. de Guatemala 3-1 en puntaje agregado. Sin embargo, la final contra el Deportivo Toluca de México fue cancelada y el Transvaal fue descalificado debido a que los seguidores de ambos clubes invadieron el campo en una pelea durante las semifinales.
En 1973, ayudó a Transvaal a ganar la primera Copa de Campeones de la Concacaf del país después de que el Deportivo Saprissa de Costa Rica se retiró en la que sería la temporada más exitosa del club hasta la fecha. Ese año, Transvaal ganó el Hoofdklasse invicto, además de quedar invicto en la primera carrera continental exitosa del club.
Tres años más tarde, se retiró del fútbol y se mudó a Ámsterdam, capital de los Países Bajos, lugar donde murió el 13 de abril de 2015 a la edad de 78 años.

## Selección nacional
Ha representado a la selección nacional de Surinam, habiendo hecho su debut en 1959.
Fue el primer arquero elegido para el proceso de clasificación para la Copa Mundial de la FIFA 1966 y 1970 del país. El 24 de noviembre de 1968 mantuvo la portería a cero contra las Antillas Neerlandesas en la victoria por 6-0 en el Estadio Surinam.

## Palmarés

### Títulos nacionales
| Título      | Equipo    | País    | Año  |
| ----------- | --------- | ------- | ---- |
| Hoofdklasse | Transvaal | Surinam | 1962 |
| Hoofdklasse | Transvaal | Surinam | 1965 |
| Hoofdklasse | Transvaal | Surinam | 1966 |
| Hoofdklasse | Transvaal | Surinam | 1967 |
| Hoofdklasse | Transvaal | Surinam | 1968 |
| Hoofdklasse | Transvaal | Surinam | 1969 |
| Hoofdklasse | Transvaal | Surinam | 1970 |
| Hoofdklasse | Transvaal | Surinam | 1973 |
| Hoofdklasse | Transvaal | Surinam | 1974 |

### Títulos internacionales
| Título                           | Equipo    | País    | Año  |
| -------------------------------- | --------- | ------- | ---- |
| Copa de Campeones de la Concacaf | Transvaal | Surinam | 1973 |

### Distinciones individuales
| Distinción                | Año  |
| ------------------------- | ---- |
| Portero surinamés del año | 1964 |
| Portero surinamés del año | 1965 |
| Portero surinamés del año | 1966 |
| Portero surinamés del año | 1967 |
| Portero surinamés del año | 1968 |
| Portero surinamés del año | 1970 |